# Félines (Ardèche)
Félines ist eine französische Gemeinde mit 1.874 Einwohnern (Stand: 1. Januar 2022) im Département Ardèche in der Region Auvergne-Rhône-Alpes. Die Gemeinde gehört zum Arrondissement Tournon-sur-Rhône und zum Kanton Sarras.

## Geografie
Félines liegt etwa 30 Kilometer ostsüdöstlich von Saint-Étienne. Umgeben wird Félines von den Nachbargemeinden Vinzieux im Westen und Norden, Charnas im Norden und Nordosten, Serrières im Osten, Peaugres im Süden sowie Savas im Westen und Südwesten.

## Bevölkerungsentwicklung
| Jahr                       | 1962 | 1968 | 1975 | 1982 | 1999 | 1990 | 2006 | 2019 |
| Einwohner                  | 482  | 524  | 616  | 714  | 876  | 1106 | 1395 | 1713 |
| Quellen: Cassini und INSEE |      |      |      |      |      |      |      |      |

## Sehenswürdigkeiten

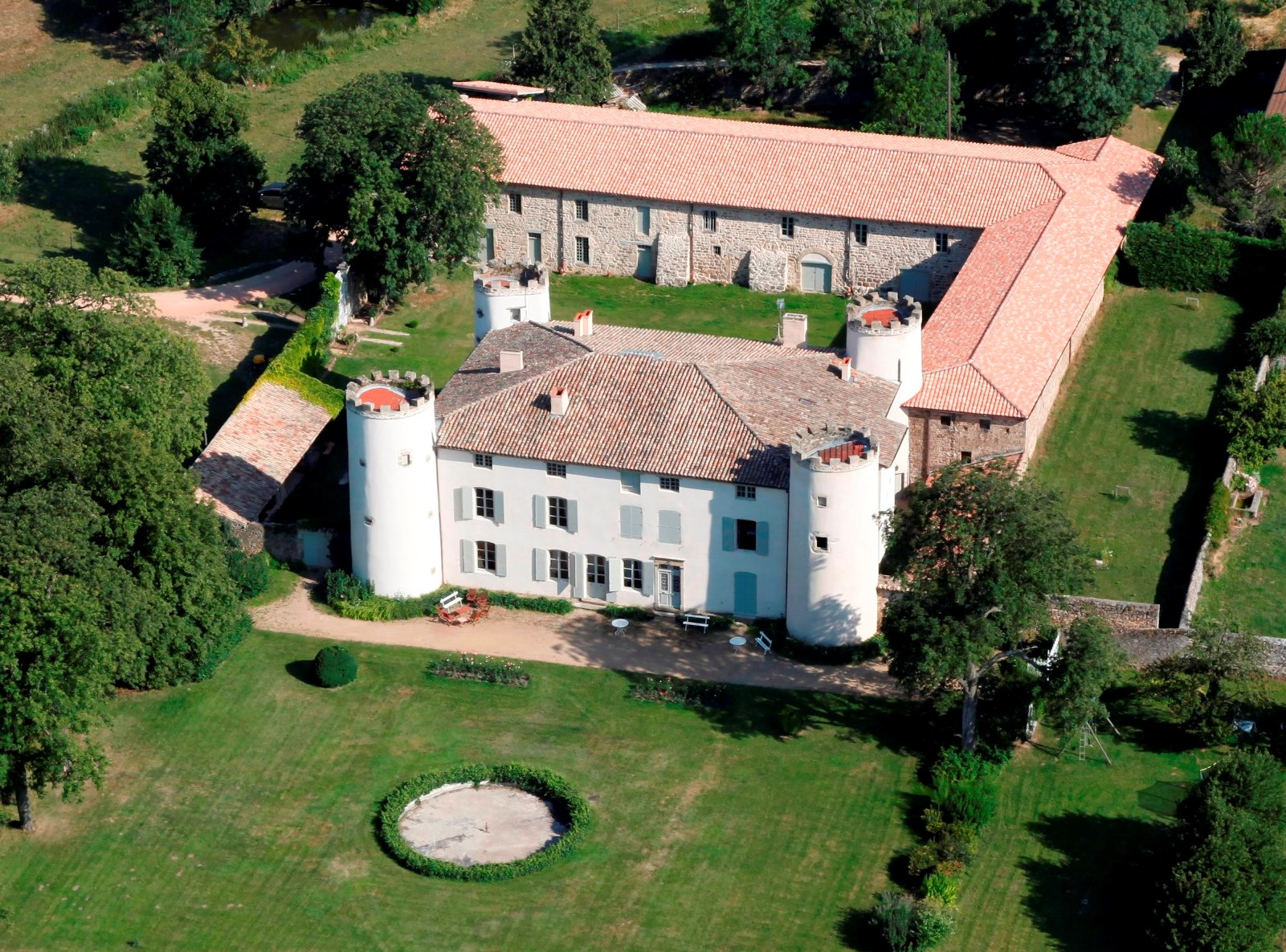
Schloss Le Mein

- Schloss Le Mein